# Dolga Poljana
Dolga Poljana (Duits: Langenfeld) is een plaats in Slovenië en maakt deel uit van de gemeente Ajdovščina in de NUTS-3-regio Goriška. De plaats telde 381 inwoners op 1 januari 2020.

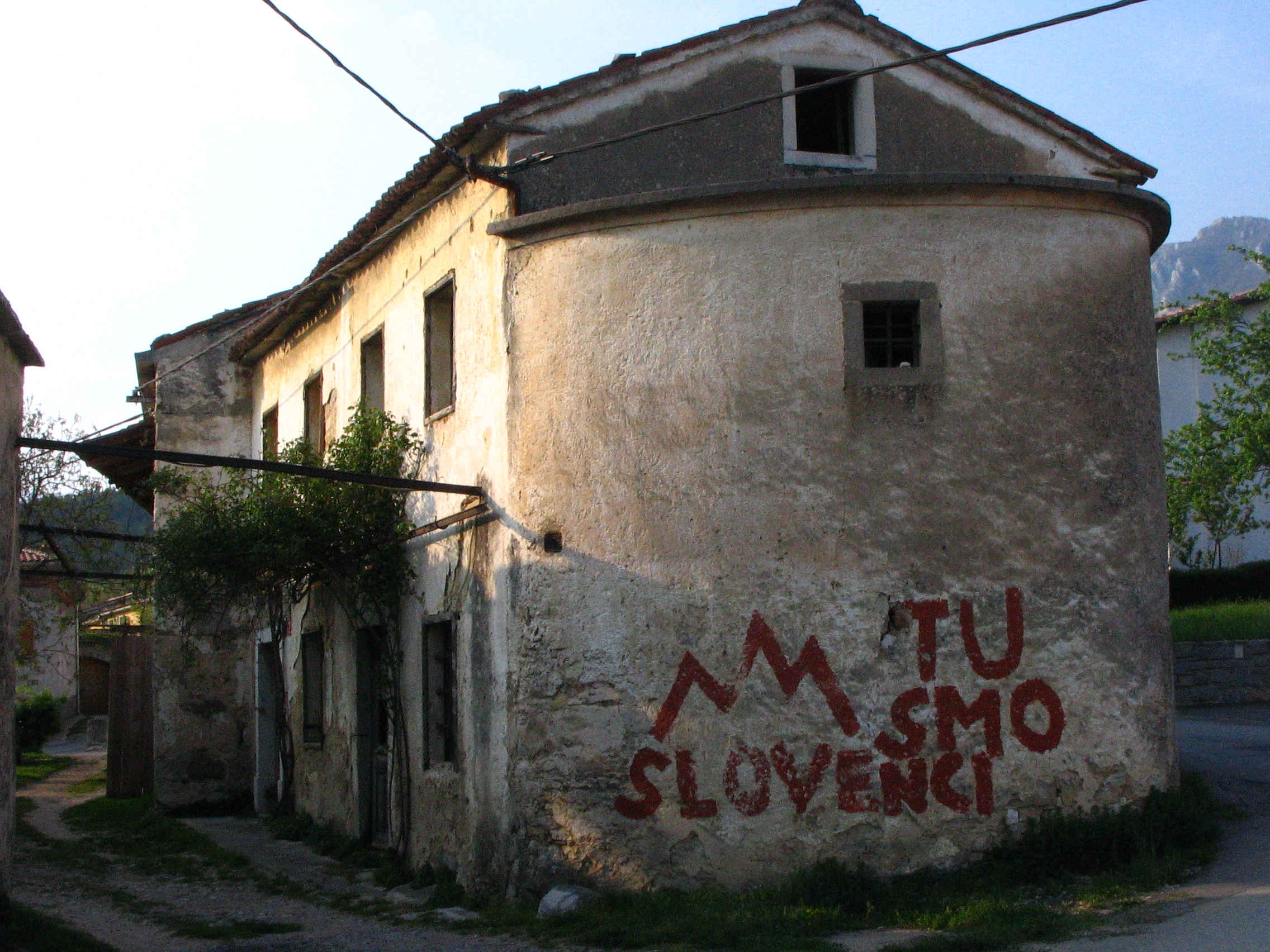
Dorpswoning